# Tülomsaş
Die Firma TÜLOMSAŞ (Türkiye Lokomotif ve Motor Sanayii A.Ş.) war ein türkisches Maschinenbauunternehmen mit Sitz in Eskişehir, dass im Mai 2020 mit den Firmen TÜVASAŞ und TÜDEMSAŞ zu TÜRASAŞ (Türkiye Raylı Sistem Araçları Sanayii Anonim Şirketi) zusammengeführt wurde. Der wichtigste Produktionsbereich war die Herstellung von Schienenfahrzeugen für die türkische Staatsbahn, die auch die Muttergesellschaft des Unternehmens war.

## Geschichte
Mit dem Bau der Anatolischen Eisenbahn erhielt Eskişehir  1892 einen ersten Eisenbahnanschluss, dem später weitere Strecken folgten. Hier baute die Anatolische Eisenbahngesellschaft 1894 eine Werkstatt zur Unterhaltung der eingesetzten Fahrzeuge. Nach der Befreiung von der britischen Besatzung durch die Kuvayı Milliye im türkischen Befreiungskrieg hieß das Werk Eskişehir Cer Atölyesi (Lokomotivwerkstätte Eskişehir). Ab 1923 stellte das Werk auch eigene Dampfkessel sowie weitere Stahlbauten für die Eisenbahn her, die zuvor aus dem Ausland bezogen werden mussten.
Nach dem Zweiten Weltkrieg wurde mit dem Bau verschiedener Maschinen begonnen, 1957 verlassen die ersten beiden Miniatur-Dampflokomotiven für Parkeisenbahnen die Werkhallen. Ein Jahr später wechselte der Name zu Eskişehir Demiryolu Fabrikası (Eisenbahnfabrik Eskişehir) und man begann mit dem Bau der ersten in der Türkei gebauten normalspurigen Dampflokomotive mit dem Namen „Karakurt“, die 1961 fertiggestellt wurde. Ebenfalls in diese Zeit fällt die Herstellung von Automobilen mit der Bezeichnung Devrim („Revolution“).
1968 begann die Herstellung von Diesellokomotiven, zunächst als Lizenzbauten der MaK-Stangenlokomotiven. Zwei Jahre später folgte ein erneuter Namenswechsel zu Eskişehir Lokomotif ve Motor Sanayii Müessesesi (ELMS). Weitere Lizenzbauten ausländischer Lokhersteller folgten, wie beispielsweise die Produktion der TCDD-Baureihe DE 24000.
1986 wurde das Werk in eine Aktiengesellschaft nach türkischem Recht umgewandelt und erhielt seinen heutigen Namen. Seit dem folgenden Jahr baut die Firma auch Bahndienstfahrzeuge. 1994 wurde schließlich mit der TCDD-Baureihe DH 7000 die erste selbst entwickelte Diesellokomotive vorgestellt.
2010 betrieb die Firma sieben Werke, die Produktionshallen umfassten insgesamt 176.000 m2. Jährlich verließen etwa 70 Lokomotiven und Dienstfahrzeuge, 500 Güterwagen, 600 Motoren und Generatoren die Werkshallen.
Am 4. Mai 2020 wurde TÜLOMSAŞ als eins von drei Maschinenbauunternehmen in TÜRASAŞ fusioniert.

## Produkte
Hauptgeschäft ist die Produktion und der Betrieb von Schienenfahrzeugen. Hier sind vor allem Lizenzbauten verschiedener ausländischer Hersteller zu nennen, wie die TCDD-Baureihe E 43000 in Lizenz des japanischen Toshiba-Konzerns. Auch US-amerikanische Bauarten werden in Lizenz gefertigt, beispielsweise die TCDD-Baureihe DE 22000. Seit den 1990er Jahren werden auch selbst entwickelte Diesellokomotiven hergestellt. Auch Güterwagen wurden von TÜLOMSAŞ hergestellt.
Daneben baute die Firma Diesel- und Elektromotoren für verschiedene Zwecke.